# Denominación de origen protegida Jabugo

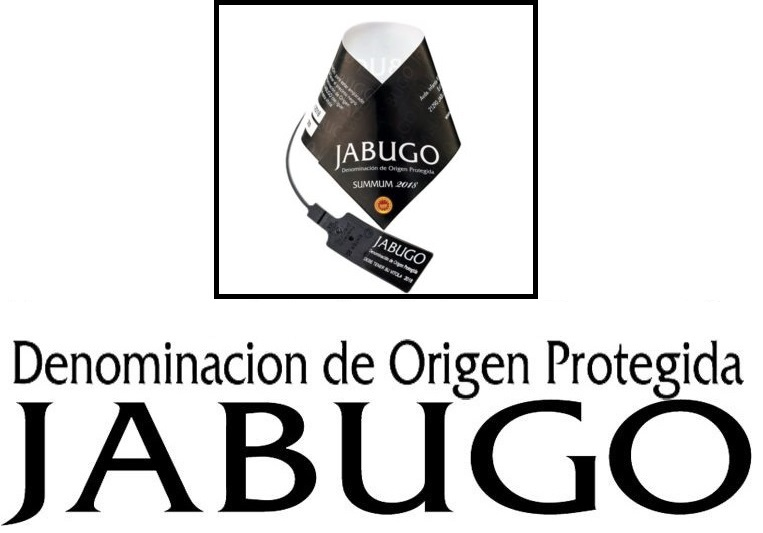
Logo y etiqueta de la DOP Jabugo

Jabugo es una denominación de origen protegida de conformidad con el Reglamento N.º 1151/2012 del Parlamento Europeo y del Consejo de la Unión Europea. Es un jamón muy conocido por su textura, aroma y sabor singular.
Se elabora en el parque natural Sierra de Aracena y Picos de Aroche en condiciones microclimáticas únicas, procedente de cerdos 100% de raza ibérica criados en libertad dentro de la dehesa, y alimentados durante la montanera exclusivamente con bellotas y pastos naturales. 

## Historia

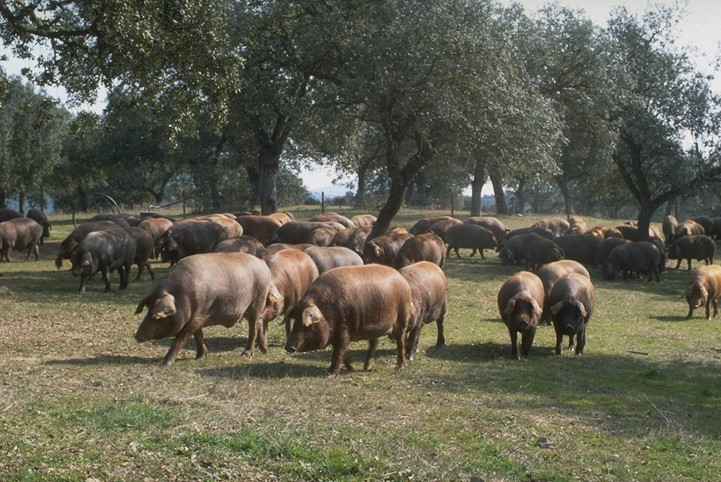
Cerdos ibéricos pastando

Las primeras informaciones de la elaboración de jamones en la zona, quedó recogida por Lope de Vega, a finales del siglo XVI, indicando como en la “Sierra famosa de Aracena”  que contaba con “diez y siete aldeas” se producían jamones que "todas reputaban por vecinos de esta localidad". En el año 1772 existía en Cumbres Mayores la Hermandad de San Antón Abad, fundada como “Cofradía de Matarifes y Arrieros”, reflejo social y económico de como estaba asentada la producción de jamones en la zona. 
En el año 1879, el empresario Juan Rafael Sánchez Romero, fundó la primera industria en Jabugo. A principios del siglo XX, el desarrollo de la empresa jamonera se acelera debido al desarrollo de la línea de ferrocarril, consolidándose una red comercial hacia la cuenca minera de Huelva, Sevilla y la provincia de Cádiz. El "Jamón de Jabugo" consigue hacerse con una destacada reputación, por sus excelentes cualidades, a nivel nacional. 
Con la puesta en marcha de las denominaciones de origen protegidas, se decide solicitar su protección pero con la denominación "Jamón de Huelva", basándose en el ámbito geográfico de elaboración, a pesar de que la fama del producto se había extendido con la denominación de Jabugo. En el año 1995 se publicó en el Boletín Oficial del Estado (BOE) el reconocimiento provisional de la denominación de origen "Jamón de Huelva". Y, por fin, el 18 de julio de ese mismo año se ratifica en el BOE el Reglamento de la denominación de origen Jamón de Huelva, y de su Consejo Regulador. Finalmente, el 27 de enero de 1998 se registró la denominación Jamón de Huelva como denominación de origen protegida (DOP) por la Comisión de la Comunidad Europea.

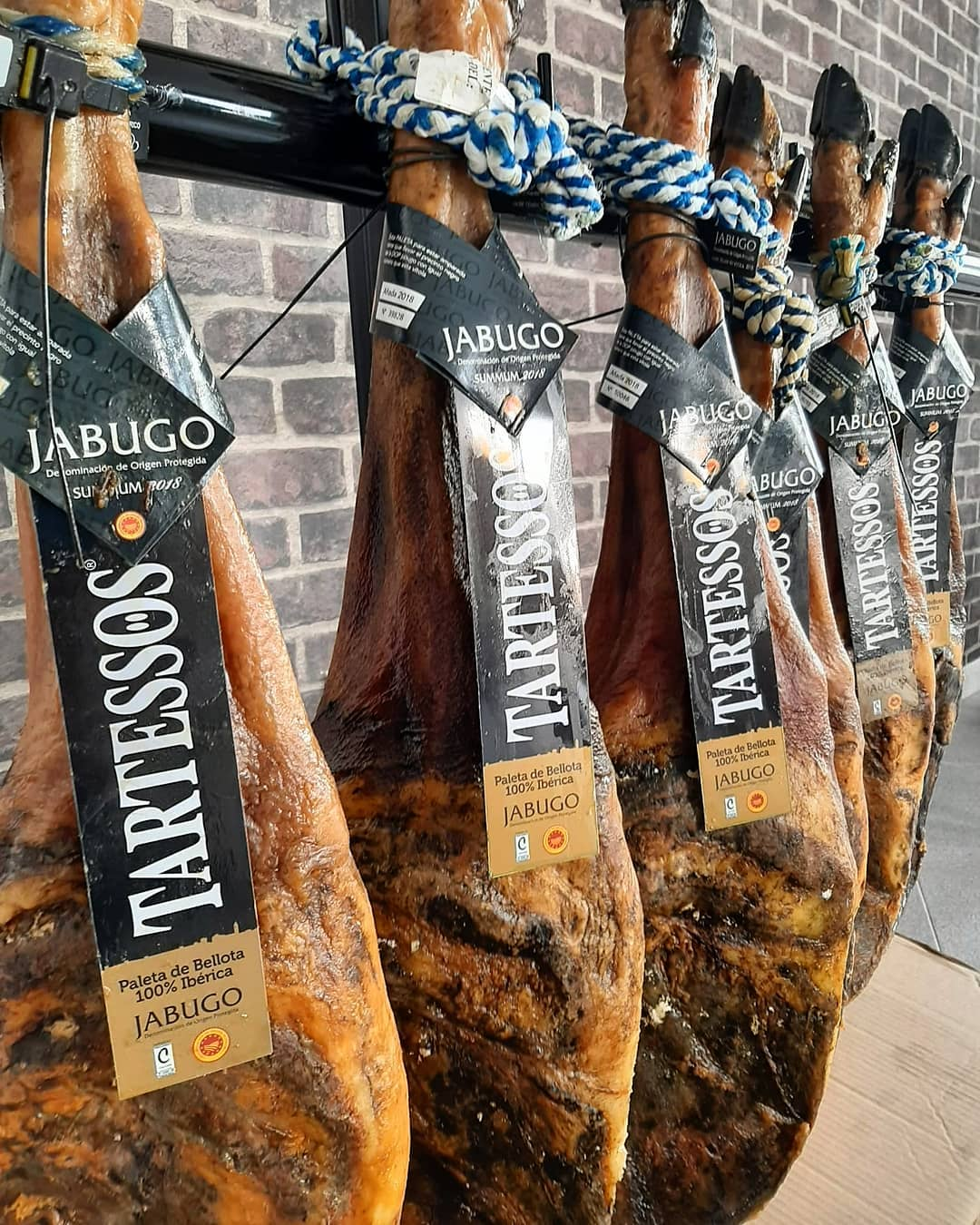
Jamones a la venta

Sin embargo, nunca llegó a cuajar entre los consumidores la nueva denominación de "Jamón de Huelva", creándose una competencia artificial entre productos elaborados en el mismo ámbito, ya que muchos productores seguían comercializándolos con la denominación "Jabugo", o con denominaciones comerciales propias, de cierto prestigio, como los Jamones cinco jotas o "5J". Por ello el Consejo Regulador de "Jamón de Huelva" junto con el Ayuntamiento de Jabugo deciden cambiarlo por el término mundialmente reconocido de "Jabugo".

### Cambio de nombre de la D.O.P. Jamón de Huelva a D.O.P. Jabugo
En septiembre de 2008, el Consejo Regulador de Jamón de Huelva y el Ayuntamiento de Jabugo, presentaron ante el Ministerio de Agricultura, Alimentación y Medio Ambiente, la solicitud para modificar el nombre de esta denominación de origen. Este expediente consistía en cambiar denominación de origen protegida (DOP) Jamón de Huelva por denominación de origen protegida (DOP) Jabugo destacando que tanto la zona de crianza como la de elaboración no han sufrido ninguna variación.
La solicitud de cambio de nombre de DOP Jamón de Huelva a Jabugo ha sido resuelta favorablemente por Resolución del Ministerio de 30 de julio de 2015, publicada en el BOE n.º 183 de 1 de agosto, y el 8 de marzo de 2017, se produjo su modificación definitiva con la publicación en el Documento Oficial de la Unión Europea (DOUE), y su registro, en el ámbito Europeo, conforme a lo establecido en el reglamento de ejecución (UE) 2017/385.
Posteriormente, el 1 de marzo de 2021, se publicó el Reglamento de Ejecución de la Comisión por el que se aprueba la modificación del pliego de condiciones de la DOP Jabugo. Esta modificación del pliego de condiciones incluyó como rasgo principal la reducción de las tres designaciones de calidad a una única y máxima designación de calidad, es decir, jamones y paletas de cerdos ibéricos puros, 100% ibéricos, y alimentados en libertad con bellotas y pastos naturales durante la montanera en la dehesa. La DOP Jabugo incluye en su Pliego de condiciones una zona de producción que coincide con las dehesas de encinas, alcornoques y quejigos de Badajoz, Cáceres, Córdoba, Sevilla, Málaga, Cádiz y Huelva; y una zona de elaboración constituida por los 31 municipios del entorno del parque natural Sierra de Aracena y Picos de Aroche cuyas dehesas está declaradas Reserva de la Biosfera por la UNESCO.

## Características de la D.O.P.
Su elaboración, dentro del parque natural Sierra de Aracena y Picos de Aroche, se produce con temperaturas, en verano, elevadas durante el día, y más bajas por la noche por su altitud. Durante el otoño e invierno hay altos niveles de pluviosidad, factor que contribuye a mantener equilibrio entre las temperaturas y la humedad de los secaderos y bodegas. La unión de estos tres elementos propician un microclima especial y único no sólo en el territorio sino en los espacios donde curan las piezas: las bodegas naturales, donde surge de forma espontánea una microflora específica que dota a los jamones y paletas de una particular personalidad.

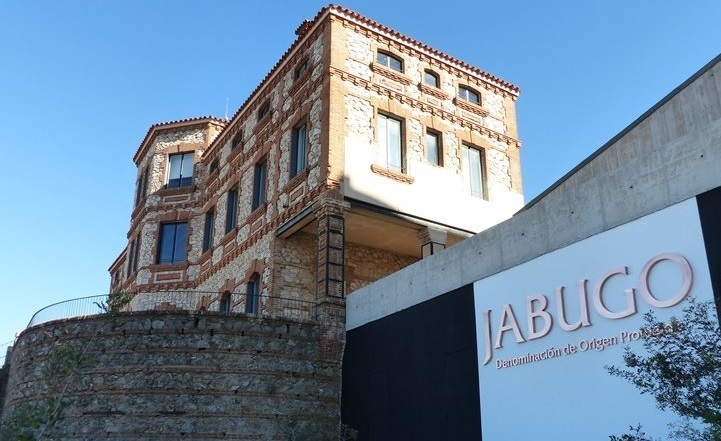
Sede del Consejo Regulador DOP Jabugo.

Los jamones y paletas con la DOP «Jabugo» presentan las siguientes características:
- Forma exterior alargada, estilizada, perfilada mediante el tradicional corte serrano en «V». Para las paletas también se permite el corte en «media luna». En ambos casos conservando la pezuña.
- Peso no inferior a 5,75 kg en jamón «100 % ibérico» y a 7 kg en jamón «ibérico» y a 3,7 kg en paleta «100 % ibérico» y a 4 kg en paleta «ibérica».
- Aspecto exterior típico y limpio, destacando la coloración de su flora micótica blanca o gris-azulada oscura.
- Al corte presenta color característico del rosa al rojo púrpura y aspecto brillante, con vetas de tejido adiposo y con grasa infiltrada en la masa muscular.
- Carne de sabor delicado, dulce o poco salado. Aroma agradable y característico.

El etiquetado del jamón y la paleta van provistos de un precinto colocado en matadero y de un distintivo colocado a la salida de la bodega, ambos de la DOP «Jabugo», numerados y en los que figurará de forma destacada el nombre de la denominación de origen. En el distintivo, además, se incluye la clase a la que pertenecen. También se comercializa piezas certificadas deshuesadas, en porciones, o fraccionadas siempre y cuando se asegure el apropiado sistema de autocontrol envasado, y etiquetado, y que hayan aceptado y cumplan con el protocolo de verificación establecido por la entidad de gestión para garantizar la trazabilidad y el origen del producto final.
La sede del Consejo Regulador de la DOP "Jabugo" se ubica en el "Edificio El Tiro", en la Avenida Infanta María Luisa del municipio de Jabugo. La imagen corporativa consiste en el término ‘JABUGO’ sobre las palabras ‘denominación de origen protegida’, ambas en color metal cobre sobre fondo blanco. Se ha prescindido intencionadamente de cualquier imagen porque ninguna representa todas las dimensiones del concepto DOP Jabugo. La utilización del cobre está motivada por su vinculación con el territorio, incluso su tonalidad recuerda al descorche del alcornoque, árbol de gran importancia en las dehesas.

## Clases de jamones y paletillas
Los animales que proporcionan la materia prima son cerdos 100% de raza ibérica, criados en libertad dentro de la dehesas del Parque natural Sierra de Aracena y Picos de Aroche, y alimentados durante la montanera exclusivamente con bellotas y pastos naturales. 

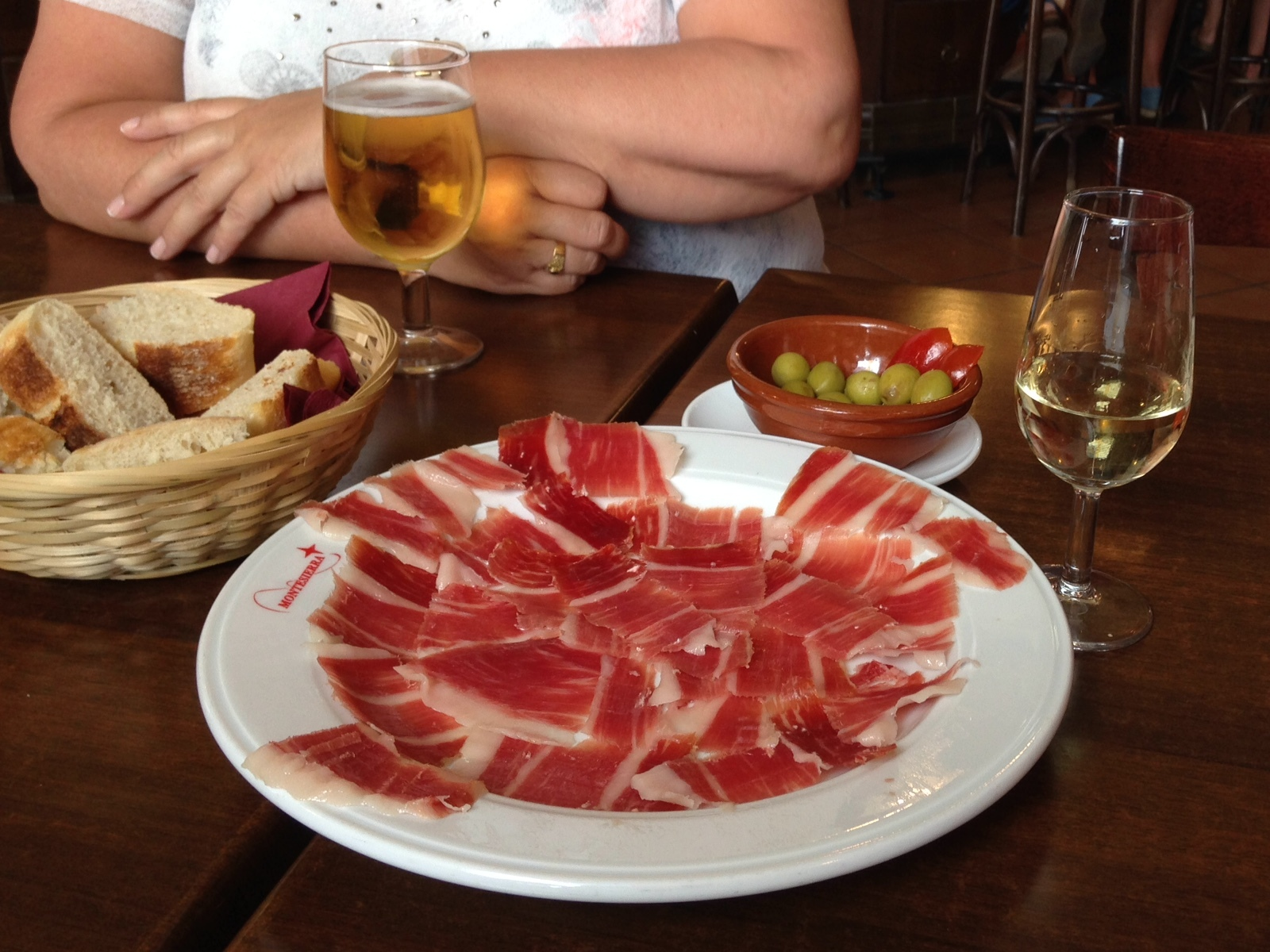
Jamón de Jabugo cortado

Atendiendo a la raza de los animales y su régimen de alimentación se establecieron, los primeros años, las siguientes categrorías de jamones y paletas: Clase I. Summum: Procedentes de cerdos «100 % ibérico», cuya edad mínima al sacrificio sea de 14 meses, manejados de forma tradicional y alimentados durante la montanera exclusivamente con bellotas y demás recursos naturales propios de las dehesas y que se hayan curado de forma natural en las singulares condiciones microclimáticas de la Sierra de la provincia de Huelva. Clase II. Excellens: Procedentes de cerdos cuyo factor racial sea «ibérico» que posean el 75 % de sangre ibérica, cuya edad mínima al sacrificio sea de 14 meses, manejados de forma tradicional y alimentados durante la montanera exclusivamente con bellotas y demás recursos naturales propios de las dehesas y que se hayan curado de forma natural en las singulares condiciones microclimáticas de la Sierra de la provincia de Huelva. Clase III. Selección: Procedentes de cerdos cuyo factor racial sea, al menos, «ibérico» que posean como mínimo el 75 % de sangre ibérica, engordados en libertad en las dehesas mediante los recursos de la dehesa y piensos, constituidos fundamentalmente por cereales y leguminosas, cuya edad mínima al sacrificio sea de 12 meses y que hayan sido curados de forma natural en las singulares condiciones microclimáticas de la Sierra de la provincia de Huelva.
Sin embargo tras los primeros años de producción y tras comprobar que casi la totalidad de los jamones que se comercializaban eran de la Clase I. Summum, se tramitó la reducción de las tres designaciones de calidad a una única, publicándose el 1 de marzo de 2021, el Reglamento de Ejecución de la Comisión por el que se aprueba la modificación del pliego de condiciones de la DOP Jabugo. Por ello, la DOP Jabugo, solo comercializa jamones y paletas  de cerdos «100 % ibérico», cuya edad mínima al sacrificio sea de 14 meses, manejados de forma tradicional y alimentados durante la montanera exclusivamente con bellotas y demás recursos naturales propios de las dehesas, y que se hayan curado de forma natural en las singulares condiciones microclimáticas del parque natural Sierra de Aracena y Picos de Aroche.
El período de elaboración será como mínimo de 730 días para el jamón de más de 7 kilogramos, de 600 días para el jamón de menos de 7 kilogramos y de 365 días para la paleta.

## Zona de elaboración de los jamones y paletas

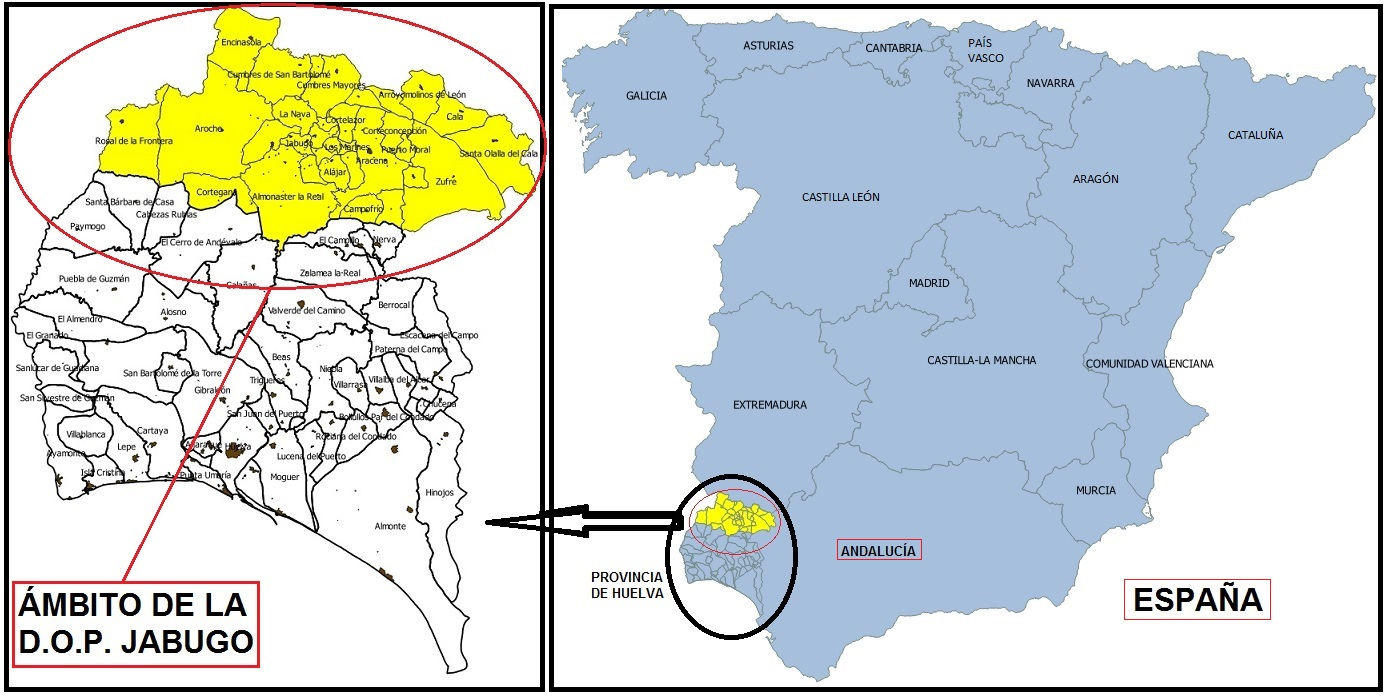
Situación geográfica de la DOP

El proceso de elaboración (sacrificio, despiece, salazón, lavado, equilibramiento salino, secado y maduración) se realiza en la zona de elaboración. Esta zona de elaboración de los jamones y paletas, amparadas por la denominación de origen protegida (DOP) Jabugo, está constituida por el área natural en la que los factores ecológicos, unidos con los factores técnicos y humanos, dan lugar a un producto con cualidades propias que tradicionalmente han caracterizado al entorno del parque natural Sierra de Aracena y Picos de Aroche, cuyas dehesas, situadas en la provincia de Huelva, están reconocidas como Reserva de la Biosfera por la UNESCO. 
La zona de elaboración comprende los siguientes 31 municipios: 
| - Alájar - Almonaster la Real - Aracena - Aroche - Arroyomolinos de León - Cala - Campofrío - Cañaveral de León - Castaño del Robledo - Corteconcepción | - Cortegana - Cortelazor - Cumbres de Enmedio - Cumbres de San Bartolomé - Cumbres Mayores - Encinasola - Fuenteheridos - Galaroza - La Granada de Río-Tinto - Higuera de la Sierra | - Hinojales - Jabugo - Linares de la Sierra - Los Marines - La Nava - Puerto Moral - Rosal de la Frontera - Santa Ana la Real - Santa Olalla del Cala - Valdelarco - Zufre |

## Zona de crianza de los cerdos
La fase de cría y engorde de los cerdos se realiza en la zona geográfica de producción o de crianza. La zona de producción de cerdos cuyas extremidades son aptas para la elaboración de jamones y paletas amparadas por al Denominación de Origen Protegida (DOP) Jabugo está constituida por las dehesas de encinas, alcornoques y quejigos pertenecientes a las provincias de Badajoz, Cáceres, Sevilla, Córdoba, Cádiz, Málaga y Huelva.